# پل کاریا
پل کاریا (انگلیسی: Paul Kariya؛ زادهٔ ۱۶ اکتبر ۱۹۷۴) بازیکن هاکی روی یخ اهل کانادا است.
وی همچنین برندهٔ جوایزی همچون تالار افتخارات هاکی شده‌است.
از باشگاه‌هایی که در آن بازی کرده‌است می‌توان به آناهایم داکس اشاره کرد.